# Marcelino Oreja Aguirre
Marcelino Oreja Aguirre (Madrid, 13 de febrero de 1935) es un jurista, político y diplomático español, ministro de Asuntos Exteriores del gobierno de Adolfo Suárez durante la Transición. Ostenta el título nobiliario de i marqués de Oreja y Caballero de la Orden militar de Santiago. 

## Biografía
Marcelino Oreja Aguirre pertenece a una familia de destacados empresarios y políticos tradicionalistas vascos. Es hijo de Marcelino Oreja Elósegui, diputado tradicionalista y director de la empresa Unión Cerrajera, al que no llegó a conocer ya que murió asesinado durante la Revolución de octubre de 1934 por militantes ugetistas. Su tío Ricardo Oreja Elósegui fue también diputado por las filas tradicionalistas y ocupó un puesto como procurador en las Cortes franquistas. Otro tío suyo, Benigno, fue un prestigioso médico urólogo y ocupó también un puesto como procurador en las Cortes. Es tío segundo del también político Jaime Mayor Oreja. 
Curso sus estudios en Madrid en el Colegio Mayor Universitario San Pablo. Doctorado en Derecho por la Universidad de Madrid, se formó en la carrera diplomática siendo destinado a los veinticinco años al gabinete del Ministro de Asuntos Exteriores durante la dictadura franquista. El 25 de octubre de 1971 fue elegido por votación en una elecciones restringidas miembro del Consejo Nacional del Movimiento.

Entre 1975 y 1976 fue subsecretario del Ministerio de Asuntos Exteriores. Miembro del grupo Tácito, se vinculó a movimientos próximos a la democracia cristiana y a la derecha democrática representada por la Unión de Centro Democrático, fue nombrado Senador Real en la Legislatura Constituyente y ministro de Asuntos Exteriores durante la transición en 1976 en el primer gobierno de Adolfo Suárez, cargo que mantuvo hasta 1980.

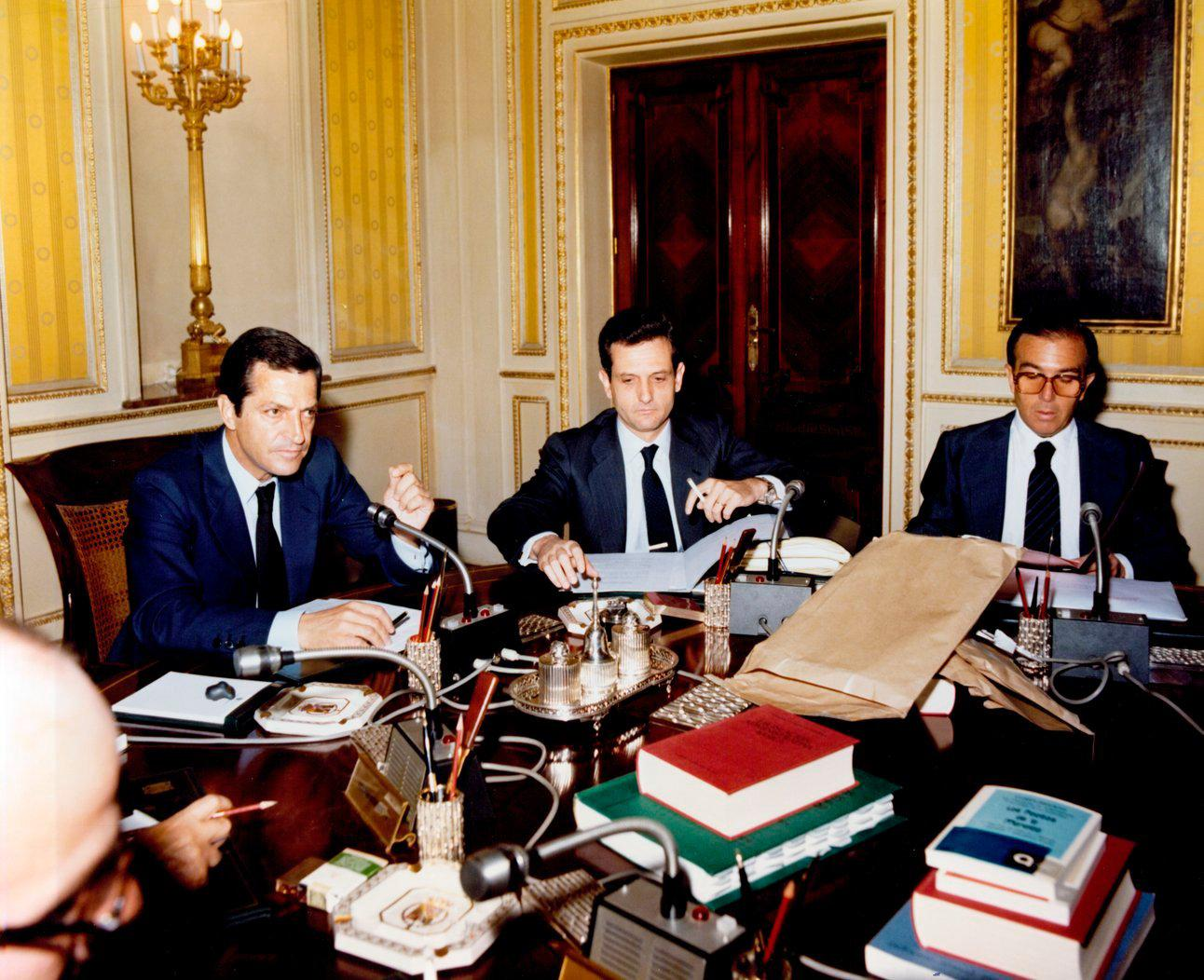
Fotografiado durante una reunión del Consejo de Ministros (1980)

En las elecciones generales de 1979 fue elegido diputado al Congreso por la provincia de Guipúzcoa como cabeza de lista de la candidatura de la UCD. El 25 de noviembre de 1980, fue nombrado delegado del Gobierno en el País Vasco, dejando su escaño al número dos por Guipúzcoa, su sobrino Jaime Mayor Oreja. Ocupó el cargo hasta mediados de 1982. Tras la desintegración de su partido en las elecciones de 1982, en las que había obtenido el acta de diputado de nuevo, por Álava en la lista conjunta que presentaron en el País Vasco Alianza Popular, el Partido Demócrata Popular, el Partido Demócrata Liberal y Unión de Centro Democrático. Fue secretario general del Consejo de Europa en 1984. En 1989 fue elegido parlamentario europeo en las listas del Partido Popular y colaboró en la redacción del primer borrador de un modelo de Constitución para la Unión Europea en 1993.
Posteriormente se presentó de nuevo a las elecciones en España en 1993 por la provincia de Álava en las filas del Partido Popular, siendo elegido diputado. Más tarde fue designado comisario europeo de Transportes y Energía en 1994 y participó en la elaboración del Tratado de Maastricht. Terminado su mandato en 1999, en el que se ocupó de relaciones con el Parlamento Europeo, relaciones con los Estados miembros (en materia de Comunicación, Transparencia e Información), Cultura y Sector Audiovisual, Oficina de Publicaciones, Asuntos Institucionales y Preparación de la Conferencia Intergubernamental de 1996 (conjuntamente con el presidente Jacques Santer) abandonó la actividad política para dedicarse a la empresa privada. Es miembro de la Real Academia de Ciencias Morales y Políticas y de la Academia Europea de Ciencias y Artes.
En noviembre de 1999, la Universidad CEU San Pablo le nombró presidente del recién creado Real Instituto Universitario de Estudios Europeos.
El 9 de abril de 2010 fue nombrado marqués de Oreja por rey Juan Carlos I en reconocimiento a su trayectoria.
Recibió el Premio Carlos V de la Academia Europea de Yuste el 9 de mayo de 2017.
Está casado con Silvia Arburúa, hija del exministro franquista Manuel Arburúa de la Miyar.